# SC Aqua Köln
Der Schwimmclub Aqua Köln 2008 e.V. (SC Aqua Köln) ist ein Kölner Schwimmverein. Er ist in den Sportarten Schwimmen und Wasserball aktiv.

## Verein
Der Verein wurde am 25. Januar 2008 in Köln-Poll gegründet. Mit knapp über 1000 Mitgliedern gehört er zu den größten Schwimmvereinen in Köln. Anwesend bei der Gründungsversammlung war der zweifache Schwimmweltmeister von 1986 über 400 m und 1500 m Freistil Rainer Henkel.
Der Trainer Gerhard Hetz, ehemaliger Sportler des Jahres, folgte seinem langjährigen Co-Trainer Elmar Schneider und stand dem Verein beratend zur Verfügung.

## Sport im Verein

### Schwimmen
Nach ersten Erfolgen in NRW und auf Bezirksebene konnte der Verein 2017 erstmals Medaillen bei Deutschen Meisterschaften gewinnen. Bei den Deutschen Kurzbahnmeisterschaften sicherten sich die Athleten eine Silber- sowie zwei Bronzemedaillen.
2018 folgten die ersten deutschen Meistertitel: Jessica Felsner gewann über 50 Meter Freistil, zudem siegte die 4×50-Meter-Mixed-Freistilstaffel in der Besetzung Sebastian Nuyen, Mirko Ewald, Eileen Vieth und Jessica Felsner. Auch 2019 wurden zwei deutsche Meistertitel errungen. Bei der Universiade in Neapel gewann Felsner die Silbermedaille über 50 Meter Freistil. Bei den Deutschen Meisterschaften 2021 wurden drei Gold-, vier Silber- und drei Bronzemedaillen erzielt. Felsner wurde für die Europameisterschaften in Budapest nominiert und erreichte dort das Halbfinale über 50 Meter Freistil.
2022 folgte ein weiterer deutscher Meistertitel sowie drei Silber- und sechs Bronzemedaillen. 2023 gewann der Verein fünf deutsche Meistertitel bei den Kurzbahnmeisterschaften. Felsner qualifizierte sich bei der Kurzbahn-Europameisterschaft in Rumänien für das Finale über 50 Meter Freistil und belegte den siebten Platz. 2024 wurden drei deutsche Meistertitel erreicht. Felsner wurde im Juni desselben Jahres für die Europameisterschaften in Belgrad nominiert, wo sie erneut das Finale über 50 Meter Freistil erreichte und den siebten Platz belegte.

### Wasserball
In der Saison 2008/09 nahm man erstmals am Ligabetrieb teil. Bereits in ihrer Premierensaison gelang der Mannschaft der Aufstieg in die Mittelrheinliga. In den darauffolgenden Jahren konnte das Team weitere sportliche Erfolge verzeichnen: 2013/14 stieg der SC Aqua in die Verbandsliga auf, 2014/15 folgte der Aufstieg in die Oberliga. 2024 nahm der Verein erstmals am DSV-Pokal teil, dem nationalen Pokalwettbewerb des DSV. Zur Saison 2024/25 gelang der Aufstieg in die Wasserball Liga West, die höchste Spielklasse im Landesverband Nordrhein-Westfalen.